# Luiz Gustavo (futebolista, 1994)
Luiz Gustavo Tavares Conde, mais conhecido como Luiz Gustavo (Valentim Gentil, 12 de fevereiro de 1994), é um futebolista brasileiro que atua como zagueiro, volante e lateral-direito. Atualmente, joga pelo Ituano.

## Carreira

### Antecedentes
Nascido em Valentim Gentil, interior de São Paulo, Luiz Gustavo iniciou sua carreira nas categorias de base do Mirassol. Ele chegou a fazer testes no time inglês Arsenal, que chegou a impressionar o técnico Arsène Wenger e foi colocado para treinar com o time B. Apesar disso, decidiu não ficar na Inglaterra e retornou ao Brasil por questões familiares.
Ele chegou a recusar idas a Cruzeiro, Corinthians, Santos e São Paulo para não ficarem longe de casa, e por isso ficou no Mirassol, equipe que ficava mais perto da cidade natal. Em 2009, porém, Luiz Gustavo topou defender as categorias de base do Palmeiras, e se separou da família pela primeira vez.

### Palmeiras
Pelo Palmeiras, Luiz Gustavo seguiu fazendo sucesso nas categorias de base, e jogou em quase todas as categorias das seleções de juniores, do sub-15 ao sub-20. Até teve uma passagem pela equipe B do clube no ano de 2012, onde fez sua estreia profissional no dia 18 de março, entrando como titular e marcando o único gol do time em uma derrota fora de casa por 2–1 para a União Barbarense, pelo Campeonato Paulista da Série A2.
Ainda em 2012, foi promovido definitivamente ao elenco principal pelo técnico Luiz Felipe Scolari, mas acabou não tendo muitas chances. Fez sua estreia pelo elenco profissional no dia 22 de agosto, entrando como substituto em uma derrota fora de casa por 3–1 para o Botafogo, pela Copa Sul-Americana de 2012.

### Vitória
No dia 24 de setembro de 2013, o Vitória anunciou a contratação de Luiz Gustavo, por um contrato de empréstimo até o final da temporada. Fez sua estreia no dia 29 de setembro, entrando como titular em uma vitória fora de casa por 5–3 sobre o Atlético Paranaense, pelo Campeonato Brasileiro.
Sem espaço no Palmeiras, Luiz Gustavo retornou ao Vitória em 2014, mesmo depois de fazer a pré-temporada com o técnico Gilson Kleina no início do ano. Fez seu primeiro gol pelo clube no dia 19 de fevereiro, em uma vitória fora de casa sobre a Juazeirense, pelo Campeonato Baiano de 2014. Após não ter uma proposta de renovação no fim da temporada 2015, Luiz Gustavo deixou o Vitória.

### Ferroviária
No dia 8 de janeiro de 2016, foi oficializada a contratação de Luiz Gustavo pela Ferroviária, também por um contrato de empréstimo. Sua estreia pelo clube aconteceu no dia 17 de março, entrando como substituto em uma vitória em casa por 1–0 sobre o Salgueiro, pela Copa do Brasil de 2017. Não obteve espaço na titularidade da equipe, atuando em apenas 3 partidas e marcando nenhum gol, maioria delas como substituto e apenas uma como titular.

### Avaí
No dia 11 de agosto de 2016, Luiz Gustavo foi anunciado como a nova contratação do Avaí, por um contrato de empréstimo até o fim da temporada. Fez sua estreia pelo clube no dia 4 de setembro, entrando como substituto em um empate fora de casa por 0–0 com o Ceará, pela Série B de 2016.

### Oeste
Em 2017, Luiz Gustavo quase foi transferido para o clube alemão 1860 München, também por um contrato de empréstimo, mas a negociação acabou fracassando.
No mesmo ano, o Palmeiras acertou o empréstimo do jogador ao Oeste.[carece de fontes?] Fez sua estreia no dia 25 de fevereiro, entrando como titular em uma vitória fora de casa por 1–0 sobre o Votuporanguense, válido pelo Campeonato Paulista da Série A2. Após atuar como titular durante todo o primeiro semestre, o defensor perdeu espaço na equipe após a chegada de Joílson, tendo atuado também como volante na equipe.

### Vasco da Gama
No dia 6 de janeiro de 2018, o Vasco da Gama anunciou a contratação de Luiz Gustavo, por um contrato de um ano. Fez sua estreia no dia 18 de janeiro, entrando como titular na derrota em casa por 2–0 para o Bangu, pelo Campeonato Carioca. Com o técnico Zé Ricardo, Luiz Gustavo teve poucas chances na equipe titular, e quando entrava, jogava como lateral-direito. Com a chegada do técnico Jorginho, Luiz Gustavo virou titular absoluto, jogando novamente como lateral. Com a lesão de Leandro Castán, Luiz Gustavo passou a ficar na posição de zagueiro formando dupla com Bruno Silva.
No início de janeiro de 2019, Luiz Gustavo renovou o seu contrato com o Vasco da Gama por mais 2 anos. Mas diferentemente de 2018, Luiz Gustavo não atuou com frequência na temporada de 2019 pelo Vasco e atuou em apenas 7 partidas.

### Guarani
No dia 30 de junho de 2019, o Guarani acertou a contratação de Luiz Gustavo, por um contrato de empréstimo até o final da temporada. Sua estreia pelo clube aconteceu no dia 12 de julho, entrando como titular em uma derrota por 2–1 para o CRB, pela Série B de 2019. Seu primeiro gol pelo clube aconteceu no dia 24 de setembro, marcando o único gol de uma vitória em casa por 1–0 sobre o Criciúma.

### Goiás
No dia 9 de janeiro de 2020, o Goiás acertou a contratação de Luiz Gustavo, por um contrato de empréstimo até o final do ano. Fez sua estreia no dia 23 de janeiro, entrando como substituto em uma vitória em casa por 3–2 sobre a Aparecidense, pelo Campeonato Goiano.

### Cuiabá
No dia 10 de setembro de 2020, após rescindir seu contrato com o Vasco da Gama, Luiz Gustavo se transferiu para o Cuiabá. Fez sua estreia no dia 16 de setembro, entrando como susbtituto em uma vitória fora de casa por 2–1 sobre o CSA, pela Série B de 2020.
A passagem pelo time mato-grossense, no entanto, ficou marcada pela lesão no joelho e por uma confusão fora de campo com o vice-presidente do Cuiabá, Cristiano Dresch, por quem disse ter sido ameaçado e alvo de assédio, no qual teve um processo movido pelo jogador contra o clube por esse motivo.

### Retorno ao Guarani
Depois de rescindir o seu contrato com o Cuiabá, em 15 de setembro de 2021, foi anunciado o retorno de Luiz Gustavo ao Guarani, por um contrato até o final do ano. Fez sua reestreia no dia 2 de outubro, entrando como substituto em uma derrota fora de casa por 2–0 para o Brusque, pela Série B de 2021.

### Santo André
No início de 2022, Luiz Gustavo foi anunciado como novo reforço do Santo André para a disputa do Campeonato Paulista. Sua estreia pelo clube aconteceu no dia 25 de janeiro de 2022, entrando como titular em um empate fora de casa por 0–0 com o Botafogo-SP. Seu primeiro e único gol pelo clube aconteceu no dia 26 de fevereiro, em uma vitória fora de casa por 3–2 sobre o seu ex-clube Guarani.

### Mirassol
No dia 8 de abril de 2022, o Mirassol acertou a contratação de Luiz Gustavo, retornando ao clube onde chegou a jogar na época das categorias de base. Fez sua estreia pelo clube no dia 17 de abril, entrando como titular em uma vitória fora de casa por 1–0 sobre a Aparecidense, pela Série C de 2022. No mesmo ano, foi titular absoluto na campanha em que o Mirassol foi campeão da Série C e conseguiu o acesso para a Série B pela primeira vez na história.

### ABC
No dia 30 de março de 2023, o ABC anunciou a contratação de Luiz Gustavo, por um contrato até o final da temporada. Fez sua estreia no dia 9 de abril, entrando como titular e marcando o único gol da partida do ABC na vitória por 1–0 sobre o Santa Cruz de Natal, pelo Campeonato Potiguar.

### Juventude
No dia 4 de julho de 2023, após uma rápida passagem pelo ABC, o Juventude anunciou a contratação de Luiz Gustavo, por um contrato até o final da temporada. Sua estreia pelo clube aconteceu no dia 15 de julho, entrando como substituto em um empate em casa por 1–1 com o seu ex-clube ABC, pela Série B de 2023.

## Seleção Brasileira
No ano de 2012, Luiz Gustavo foi convocado para a Seleção Brasileira Sub-20 pelo técnico Ney Franco.

## Estilo de jogo
Polivalente, Luiz Gustavo é zagueiro de origem, mas também pode atuar como volante, em algumas partidas chegou a atuar como lateral-direito.

## Estatísticas
Atualizado até 19 de outubro de 2024.

### Clubes
| Equipe            | Temporada         | Campeonato nacional | Campeonato nacional | Campeonato nacional | Copa nacional[a] | Copa nacional[a] | Copa nacional[a] | Competições continentais[b] | Competições continentais[b] | Competições continentais[b] | Outros torneios[c] | Outros torneios[c] | Outros torneios[c] | Total | Total | Total   |
| Equipe            | Temporada         | Jogos               | Gols                | Assist.             | Jogos            | Gols             | Assist.          | Jogos                       | Gols                        | Assist.                     | Jogos              | Gols               | Assist.            | Jogos | Gols  | Assist. |
| ----------------- | ----------------- | ------------------- | ------------------- | ------------------- | ---------------- | ---------------- | ---------------- | --------------------------- | --------------------------- | --------------------------- | ------------------ | ------------------ | ------------------ | ----- | ----- | ------- |
| Palmeiras B       | 2012              | —                   | —                   | —                   | —                | —                | —                | —                           | —                           | —                           | 2                  | 1                  | 0                  | 2     | 1     | 0       |
| Palmeiras B       | Total             | 0                   | 0                   | 0                   | 0                | 0                | 0                | 0                           | 0                           | 0                           | 2                  | 1                  | 0                  | 2     | 1     | 0       |
| Palmeiras         | 2012              | 3                   | 0                   | 0                   | 0                | 0                | 0                | 1                           | 0                           | 0                           | —                  | —                  | —                  | 4     | 0     | 0       |
| Palmeiras         | 2013              | 0                   | 0                   | 0                   | 0                | 0                | 0                | 0                           | 0                           | 0                           | 0                  | 0                  | 0                  | 0     | 0     | 0       |
| Palmeiras         | Total             | 3                   | 0                   | 0                   | 0                | 0                | 0                | 1                           | 0                           | 0                           | 0                  | 0                  | 0                  | 4     | 0     | 0       |
| Vitória           | 2013              | 11                  | 0                   | 0                   | —                | —                | —                | —                           | —                           | —                           | —                  | —                  | —                  | 11    | 0     | 0       |
| Vitória           | 2014              | 23                  | 1                   | 0                   | 2                | 0                | 0                | 4                           | 0                           | 0                           | 9                  | 2                  | 0                  | 38    | 3     | 0       |
| Vitória           | 2015              | 4                   | 0                   | 0                   | 3                | 1                | 0                | —                           | —                           | —                           | 5                  | 1                  | 0                  | 12    | 2     | 0       |
| Vitória           | Total             | 38                  | 1                   | 0                   | 5                | 1                | 0                | 4                           | 0                           | 0                           | 14                 | 3                  | 0                  | 61    | 5     | 0       |
| Ferroviária       | 2016              | —                   | —                   | —                   | 1                | 0                | 0                | —                           | —                           | —                           | 2                  | 0                  | 0                  | 3     | 0     | 0       |
| Ferroviária       | Total             | 0                   | 0                   | 0                   | 1                | 0                | 0                | 0                           | 0                           | 0                           | 2                  | 0                  | 0                  | 3     | 0     | 0       |
| Avaí              | 2016              | 8                   | 0                   | 0                   | —                | —                | —                | —                           | —                           | —                           | —                  | —                  | —                  | 8     | 0     | 0       |
| Avaí              | Total             | 8                   | 0                   | 0                   | 0                | 0                | 0                | 0                           | 0                           | 0                           | 0                  | 0                  | 0                  | 8     | 0     | 0       |
| Oeste             | 2017              | 7                   | 0                   | 0                   | —                | —                | —                | —                           | —                           | —                           | 11                 | 0                  | 0                  | 18    | 0     | 0       |
| Oeste             | Total             | 7                   | 0                   | 0                   | 0                | 0                | 0                | 0                           | 0                           | 0                           | 11                 | 0                  | 0                  | 18    | 0     | 0       |
| Vasco da Gama     | 2018              | 28                  | 0                   | 0                   | 0                | 0                | 0                | 2                           | 0                           | 0                           | 4                  | 0                  | 0                  | 34    | 0     | 0       |
| Vasco da Gama     | 2019              | 2                   | 0                   | 0                   | 0                | 0                | 0                | —                           | —                           | —                           | 5                  | 0                  | 0                  | 7     | 0     | 0       |
| Vasco da Gama     | Total             | 30                  | 0                   | 0                   | 0                | 0                | 0                | 2                           | 0                           | 0                           | 9                  | 0                  | 0                  | 41    | 0     | 0       |
| Guarani           | 2019              | 23                  | 1                   | 0                   | —                | —                | —                | —                           | —                           | —                           | —                  | —                  | —                  | 23    | 1     | 0       |
| Guarani           | 2021              | 4                   | 0                   | 0                   | —                | —                | —                | —                           | —                           | —                           | —                  | —                  | —                  | 4     | 0     | 0       |
| Guarani           | Total             | 27                  | 1                   | 0                   | 0                | 0                | 0                | 0                           | 0                           | 0                           | 0                  | 0                  | 0                  | 27    | 1     | 0       |
| Goiás             | 2020              | 3                   | 0                   | 0                   | 2                | 0                | 0                | 2                           | 0                           | 0                           | 6                  | 0                  | 0                  | 13    | 0     | 0       |
| Goiás             | Total             | 3                   | 0                   | 0                   | 2                | 0                | 0                | 2                           | 0                           | 0                           | 6                  | 0                  | 0                  | 13    | 0     | 0       |
| Cuiabá            | 2020              | 12                  | 0                   | 0                   | —                | —                | —                | —                           | —                           | —                           | 1                  | 0                  | 0                  | 13    | 0     | 0       |
| Cuiabá            | 2021              | 0                   | 0                   | 0                   | —                | —                | —                | —                           | —                           | —                           | 0                  | 0                  | 0                  | 0     | 0     | 0       |
| Cuiabá            | Total             | 12                  | 0                   | 0                   | 0                | 0                | 0                | 0                           | 0                           | 0                           | 1                  | 0                  | 0                  | 12    | 0     | 0       |
| Santo André       | 2022              | —                   | —                   | —                   | —                | —                | —                | —                           | —                           | —                           | 12                 | 1                  | 1                  | 12    | 1     | 1       |
| Santo André       | 2024              | —                   | —                   | —                   | —                | —                | —                | —                           | —                           | —                           | 6                  | 0                  | 0                  | 6     | 0     | 0       |
| Santo André       | Total             | 0                   | 0                   | 0                   | 0                | 0                | 0                | 0                           | 0                           | 0                           | 18                 | 1                  | 1                  | 18    | 1     | 1       |
| Mirassol          | 2022              | 16                  | 0                   | 0                   | —                | —                | —                | —                           | —                           | —                           | —                  | —                  | —                  | 16    | 0     | 0       |
| Mirassol          | 2023              | —                   | —                   | —                   | —                | —                | —                | —                           | —                           | —                           | 9                  | 0                  | 0                  | 9     | 0     | 0       |
| Mirassol          | Total             | 16                  | 0                   | 0                   | 0                | 0                | 0                | 0                           | 0                           | 0                           | 9                  | 0                  | 0                  | 25    | 0     | 0       |
| ABC               | 2023              | 6                   | 1                   | 0                   | 2                | 0                | 0                | —                           | —                           | —                           | 3                  | 1                  | 0                  | 11    | 2     | 0       |
| ABC               | Total             | 6                   | 1                   | 0                   | 2                | 0                | 0                | 0                           | 0                           | 0                           | 3                  | 1                  | 0                  | 11    | 2     | 0       |
| Juventude         | 2023              | 8                   | 0                   | 0                   | —                | —                | —                | —                           | —                           | —                           | —                  | —                  | —                  | 8     | 0     | 0       |
| Juventude         | Total             | 8                   | 0                   | 0                   | 0                | 0                | 0                | 0                           | 0                           | 0                           | 0                  | 0                  | 0                  | 8     | 0     | 0       |
| Volta Redonda     | 2024              | 3                   | 0                   | 0                   | —                | —                | —                | —                           | —                           | —                           | —                  | —                  | —                  | 3     | 0     | 0       |
| Volta Redonda     | Total             | 3                   | 0                   | 0                   | 0                | 0                | 0                | 0                           | 0                           | 0                           | 0                  | 0                  | 0                  | 3     | 0     | 0       |
| Ituano            | 2024              | 4                   | 0                   | 0                   | —                | —                | —                | —                           | —                           | —                           | —                  | —                  | —                  | 4     | 0     | 0       |
| Ituano            | Total             | 4                   | 0                   | 0                   | 0                | 0                | 0                | 0                           | 0                           | 0                           | 0                  | 0                  | 0                  | 4     | 0     | 0       |
| Total na carreira | Total na carreira | 165                 | 3                   | 0                   | 10               | 0                | 0                | 9                           | 0                           | 0                           | 75                 | 6                  | 1                  | 259   | 9     | 1       |

- a. ^ Jogos da Copa do Brasil
- b. ^ Jogos da Copa Libertadores da América e da Copa Sul-Americana
- c. ^ Jogos de campeonatos estaduais, regionais e outros torneios

### Seleção Brasileira
| Ano   |       |      |         |
| Ano   | Jogos | Gols | Assist. |
| ----- | ----- | ---- | ------- |
| 2009  | 7     | 0    | 0       |
| Total | 7     | 0    | 0       |

| Ano   |       |      |         |
| Ano   | Jogos | Gols | Assist. |
| ----- | ----- | ---- | ------- |
| 2010  | 13    | 1    | 0       |
| Total | 13    | 1    | 0       |

| Ano   |       |      |         |
| Ano   | Jogos | Gols | Assist. |
| ----- | ----- | ---- | ------- |
| 2012  | 12    | 0    | 0       |
| Total | 12    | 0    | 0       |

| Ano   |       |      |         |
| Ano   | Jogos | Gols | Assist. |
| ----- | ----- | ---- | ------- |
| 2009  | 7     | 0    | 0       |
| 2010  | 13    | 1    | 0       |
| 2012  | 12    | 0    | 0       |
| Total | 32    | 1    | 0       |

## Títulos

### Categorias de base
Palmeiras
- Campeonato Paulista Sub-17: 2011

### Profissional
Palmeiras
- Copa do Brasil: 2012

Vasco da Gama
- Taça Guanabara: 2019

Cuiabá
- Campeonato Mato-Grossense: 2021

Mirassol
- Campeonato Brasileiro - Série C: 2022

### Seleção Brasileira
Seleção Brasileira Sub-17
- Copa do Mediterrâneo Sub-16: 2010
- Copa 2 de Julho Sub-17: 2010

Seleção Brasileira Sub-20
- Torneio das 8 Nações: 2012[86]